# José Gutiérrez Guerra
José Manuel Justiniano Gutiérrez Guerra (ur. 5 września 1869 w Sucre, zm. 3 lutego 1929 w Antofagaście) – boliwijski polityk i ekonomista.
Od 1913 do 1917 roku sprawował urząd ministra finansów, zaś od 15 sierpnia 1917 objął stanowisko prezydenta Boliwii z ramienia liberałów. Lata jego prezydentury przypadły na czas I Wojny Światowej, wtedy też Gutiérrez Guerra wypowiedział wojnę Niemcom. Ekonomiczny kryzys związany z tym konfliktem spowodował spadek eksportu minerałów i wzrost poparcia dla republikanów. 12 lipca 1920 bezkrwawy zamach stanu kierowany przez Partię Republikańską pozbawił go urzędu. Jego następcą na stanowisku głowy państwa został Bautista Saavedra. Odsunięcie od władzy liberałów oznaczało koniec ich trwających od 1899 roku rządów. Z tego powodu Gutiérrez Guerra był nazywany "ostatnim oligarchą".
Po utracie władzy znalazł się na emigracji w Chile. Zmarł tamże, w mieście Antofagasta, w wieku 60 lat.